# Jeunesse Sportive du Ténéré
El Jeunesse Sportive du Ténéré o simplemente JS du Ténéré es un equipo de fútbol de Níger que juega en la Segunda División de Níger, la liga de fútbol más importante del país.

## Historia
Fue fundado en la capital Niamey y ha ganado la Primera División de Níger en 2 ocasiones, las cuales fueron de manera consecutiva y el torneo de copa lo ha ganado 4 veces.
A nivel internacional ha participado en 2 torneos continentales, donde su mejor participación ha sido en la Recopa Africana del año 2000, donde llegó hasta los cuartos de final.
En la temporada 2004 desciende a la Segunda División al ser descalificados por infringir el reglamento en 3 ocasiones durante la primera fase.
Regresó para la siguiente temporada en 2005-06, ganando sus partidos, pero los ganó con razones extrañas, por las cuales sus rivales se quejaron ante la FIFA y como consecuencia los descalificaron de nuevo y regresaron a la Segunda División de Níger.

## Palmarés
- Primera División de Níger: 2

2000, 2001
- Copa de Níger: 4

1997, 1998, 1999, 2000

## Participación en competiciones de la CAF
| Temporada | Torneo                      | Ronda            | Club               | Casa | Visita | Global  |
| --------- | --------------------------- | ---------------- | ------------------ | ---- | ------ | ------- |
| 2000      | Recopa Africana             | Preliminar       | AS CotonTchad      | 1-0  | 1-2    | 2-2 (a) |
| 2000      | Recopa Africana             | 1                | USM Alger          | 1-1  | 0-1    | 1-21    |
| 2000      | Recopa Africana             | 2                | Stade Malien       | 1-1  | 1-0    | 2-1     |
| 2000      | Recopa Africana             | Cuartos de final | Al Ittihad Tripoli | 1-0  | 2-5    | 3-5     |
| 2001      | Liga de Campeones de la CAF | 1                | Espérance ST       | 1-3  | 0-1    | 1-4     |

1- USM Alger fue descalificado por alinear a un jugador inelegible para el partido de vuelta.